# Last Man Standing (musikalbum av Jerry Lee Lewis)
Last Man Standing är den amerikanska sångaren och pianisten Jerry Lee Lewis 39:e studioalbum, utgivet den 26 september 2006. På albumet är flera stora artister med som gästartister.

## Låtlista
| Nr           | Titel                                                                         | Text                                                   | Längd |
| ------------ | ----------------------------------------------------------------------------- | ------------------------------------------------------ | ----- |
| 1.           | "Rock and Roll" (med Jimmy Page)                                              | John Bonham, John Paul Jones, Jimmy Page, Robert Plant | 2:14  |
| 2.           | "Before the Night Is Over" (med B.B. King)                                    | Ben Peters                                             | 3:39  |
| 3.           | "Pink Cadillac" (med Bruce Springsteen)                                       | Bruce Springsteen                                      | 3:55  |
| 4.           | "Evening Gown" (med Mick Jagger och Ronnie Wood)                              | Mick Jagger                                            | 3:57  |
| 5.           | "You Don't Have to Go" (med Neil Young)                                       | Jimmy Reed                                             | 4:00  |
| 6.           | "Twilight" (med Robbie Robertson)                                             | Robbie Robertson                                       | 2:48  |
| 7.           | "Travelin' Band" (med John Fogerty)                                           | John Fogerty                                           | 2:01  |
| 8.           | "That Kind of Fool" (med Keith Richards)                                      | Mack Vickery                                           | 4:14  |
| 9.           | "Sweet Little Sixteen" (med Ringo Starr)                                      | Chuck Berry                                            | 3:04  |
| 10.          | "Just Bummin' Around" (med Merle Haggard)                                     | Pete Graves                                            | 2:43  |
| 11.          | "Honky Tonk Women" (med Kid Rock)                                             | Mick Jagger, Keith Richards                            | 2:21  |
| 12.          | "What's Made Milwaukee Famous (Has Made a Loser Out of Me)" (med Rod Stewart) | Glenn Sutton                                           | 2:39  |
| 13.          | "Don't Be Ashamed of Your Age" (med George Jones)                             | Cindy Walker, Bob Wills                                | 1:59  |
| 14.          | "Couple More Years" (med Willie Nelson)                                       | Dennis Locorriere, Shel Silverstein                    | 5:13  |
| 15.          | "Old Glory" (med Toby Keith)                                                  | Paul Roberts, Shelby Darnell, Jerry Lee Lewis          | 2:05  |
| 16.          | "Trouble in Mind" (med Eric Clapton)                                          | Richard M. Jones                                       | 3:49  |
| 17.          | "I Saw Her Standing There" (med Little Richard)                               | John Lennon, Paul McCartney                            | 2:21  |
| 18.          | "Lost Highway" (Delaney Bramlett)                                             | Leon Payne                                             | 2:59  |
| 19.          | "Hadacol Boogie" (med Buddy Guy)                                              | Bill Nettles                                           | 3:18  |
| 20.          | "What Makes the Irish Heart Beat" (med Don Henley)                            | Van Morrison                                           | 4:12  |
| 21.          | "The Pilgrim Ch. 33" (med Kris Kristofferson)                                 | Kris Kristofferson                                     | 3:00  |
| Total längd: | Total längd:                                                                  | Total längd:                                           | 66:43 |